# Santa Luċija (Malte)
Santa Luċija est un petit village de 3 000 habitants développé au cours du XXe siècle à Malte.

## Paroisse

### Église
L'église paroissiale est dédiée à Saint Pie X.

## Géographie
|      | Tarxien      |        |
| Luqa | Santa Luċija | Għaxaq |
|      | Il-Gudja     |        |

## Patrimoine et culture
Dans ce village se trouve le "Jardin de la Sérénité", un jardin public chinois, ainsi qu'un hypogée, découvert en 1973.